# Umowa przedwstępna
Umowa przedwstępna (łac. pactum de contrahendo) – umowa, w której jedna lub obie strony zobowiązują się, że zawrą inną umowę, tzw. przyrzeczoną.

## Termin zawarcia umowy przyrzeczonej
Termin ten może zostać ustalony w samej umowie przedwstępnej. Jeżeli jednak nie zostanie w ten sposób oznaczony, wówczas umowa przyrzeczona powinna zostać zawarta w terminie wskazanym przez stronę uprawnioną do żądania jej zawarcia (ale gdyby obie strony były uprawnione do żądania zawarcia umowy przyrzeczonej i każda wyznaczy inny termin, to strony będą związane tym terminem, który został wyznaczony wcześniej).
Istotne jest, że nie można żądać zawarcia umowy przyrzeczonej, jeżeli w ciągu roku od zawarcia umowy przedwstępnej strony nie wyznaczą terminu do jej zawarcia.

## Skutki uchylania się od zawarcia umowy przyrzeczonej
Jeżeli jedna ze stron zobowiązanych do zawarcia umowy przyrzeczonej uchyla się od jej zawarcia, wtenczas druga strona może (o ile strony inaczej nie postanowiły w umowie przedwstępnej) żądać naprawienia szkody, jaką poniosła przez to, że liczyła na dojście do skutku umowy przyrzeczonej.
Jeżeli jednak umowa przedwstępna czyni zadość wymogom, od których zależy ważność umowy przyrzeczonej, wówczas strona uprawniona może dochodzić zawarcia umowy przyrzeczonej (np. gdy ważność umowy przyrzeczonej zależy od zawarcia jej w formie aktu notarialnego, a już umowa przedwstępna w tej formie została zawarta).

## Przedawnienie roszczeń
Roszczenia z umowy przedwstępnej ulegają przedawnieniu po roku od dnia, w którym umowa przyrzeczona miała być zawarta.
Jeżeli zaś zawarcie umowy przyrzeczonej dochodzone jest przed sądem, a sąd oddali to żądanie, to roszczenia z umowy przedwstępnej przedawniają się wprawdzie również z upływem roku, ale licząc od dnia, w którym orzeczenie sądu uprawomocniło się.